# Теорія катастрофи вулкана Тоба
Теорія катастрофи вулкана Тоба — супервулканічне виверження, яке відбулося в період між 69 000 і 77 000 років тому на озері Тоба (Суматра, Індонезія). Визнане одним із найбільших відомих вивержень на Землі. Відповідно до гіпотези, катастрофа, що відбулася, викликала глобальну вулканічну зиму тривалістю 6—10 років і, можливо, 1000-річне похолодання.
Катастрофа Тоба — найкраще вивчене супервиверження. У 1993 році науковий журналіст Енн Гіббонс запропонував зв'язок між виверженням і пляшковим горлом в еволюції людини. Його підтримали Майкл Рампіно з Нью-Йоркського університету і Стівен Селф із Гавайського університету в Маноа. У 1998 році теорію розвинув далі Стенлі Амвросій із Університету Іллінойсу. Інші дослідники не вбачають ніяких доказів між виверженням вулкана Тоба і пляшковим горлом.  

## Надвиверження
Виверження Тоба відбулося на місці нинішнього озера Тоба близько 73 000 ± 4000 років тому. Це виверження було останнім із трьох найбільших вивержень Тоба за останній мільйон років.
Геологічне підґрунтя подій — в основі острова Суматра лежить зона субдукції. Тут Тихоокеанська плита літосфери зі швидкістю 6 см/рік занурюється під Євразійську плиту. Водночас ділянки мантії, розташовані над плитою, що занурюється, розплавляються. У результаті цих процесів утворилася величезна магматична камера, через великий тиск і перенапруження стався вибух. За оцінкою дослідників, подібне траплялося тут і раніше: наприклад, близько 840 тисяч років тому і близько 700 тисяч років тому (два попередні виверження).
Останнє виверження, за оцінками, досягло 8 балів за шкалою VEI, утворивши комплекс кальдери 100×30 км2. За різними оцінками, було вивержено від 2 до 3 тисяч км3 магми, найчастіше береться об'єм 2800 км3 (близько 7×1015 кг), з яких 800 км3 випало у вигляді попелу. Його вибух був у 100 разів більшим за найбільше в новітній історії виверження вулкана Тамбора 1815 року в Індонезії, через що 1816 рік у північній півкулі став «Роком без літа».
У радіусі кількох тисяч кілометрів від вулкана, очевидно, все було знищено цією катастрофою. Потужність виверження, що тривало, за оцінкою дослідників, протягом двох тижнів, була еквівалентна до вибуху приблизно однієї гігатонни тринітротолуолу.
Через виверження Тоба, що відбулося в Індонезії, по всій Південній Азії випав шар попелу завтовшки близько 15 см. Ковдра вулканічного попелу також покрила Індійський океан, Аравійське та Південнокитайське море.

## Вулканічна зима та похолодання
Виверження Тоба ймовірно збіглося з настанням останнього льодовикового періоду. Michael L. Rampino і Stephen Self стверджують, що виверження призвело до «вулканічної зими» і падіння середньої глобальної температури поверхні на 3—5 °C, прискоривши тим самим перехід від теплого до холодного періоду останнього льодовикового циклу.
Шар попелу, що передував фазі похолодання, відбито в зразках льодовикових кернів Гренландії, (проте в льодах Антарктиди не помічено поки ніяких слідів цієї катастрофи).

## Теорія пляшкового горла
«Вулканічна зима» викликала масову загибель рослин і тварин і стала причиною різкого скорочення чисельності Homo sapiens, припустив археолог Стенлі Емброуз з Іллінойського університету, який висунув в 1998 році теорію еволюційного «пляшкового горла», через яке пройшло тоді людство. За його оцінкою, велика частина людей загинула від голоду й холоду. Уціліла лише невелика популяція людей, що мала ареал розселення в Екваторіальній Африці.
Напередодні виверження на нашій планеті проживало, до речі, кілька видів гомінідів. Якщо Homo sapiens населяли переважно африканський континент, то Європа була оплотом Homo neanderthalensis, а Азія — Homo erectus і Homo floresiensis. Проте подальша історія цих гомінідів наразі вельми кепсько вивчена.